# ボアヴィスタSC
ボアヴィスタSC（ポルトガル語: Boavista Sport Club）はブラジル・リオデジャネイロ州サカレマを本拠地とするサッカークラブ。かつてはECバヘイラとして知られていた。

## 歴史

### バヘイラ
1961年10月14日にエスポルチ・クルーベ・バヘイラ（Esporte Clube Barreira）として設立。
1991年にカンピオナート・カリオカ・テルセイラ・ディヴィソンを制し、カンピオナート・カリオカ・セグンダ・ディヴィソンに昇格。1992年に同リーグで2位。
1995年に初めてカンピオナート・カリオカに参戦。グループ6位であったためにセカンドステージには進出出来なかったが、降格プレーオフからは逃れる事が出来た。ただグループで6位とは言っても全体では7位の成績であった。1996年はファーストステージたるタッサ・グアナバラで10位、セカンドステージたるタッサ・リオで11位。1997年にタッサ・グアナバラで最下位の12位で、タッサ・リオを待たずして降格した。

### ボアヴィスタ

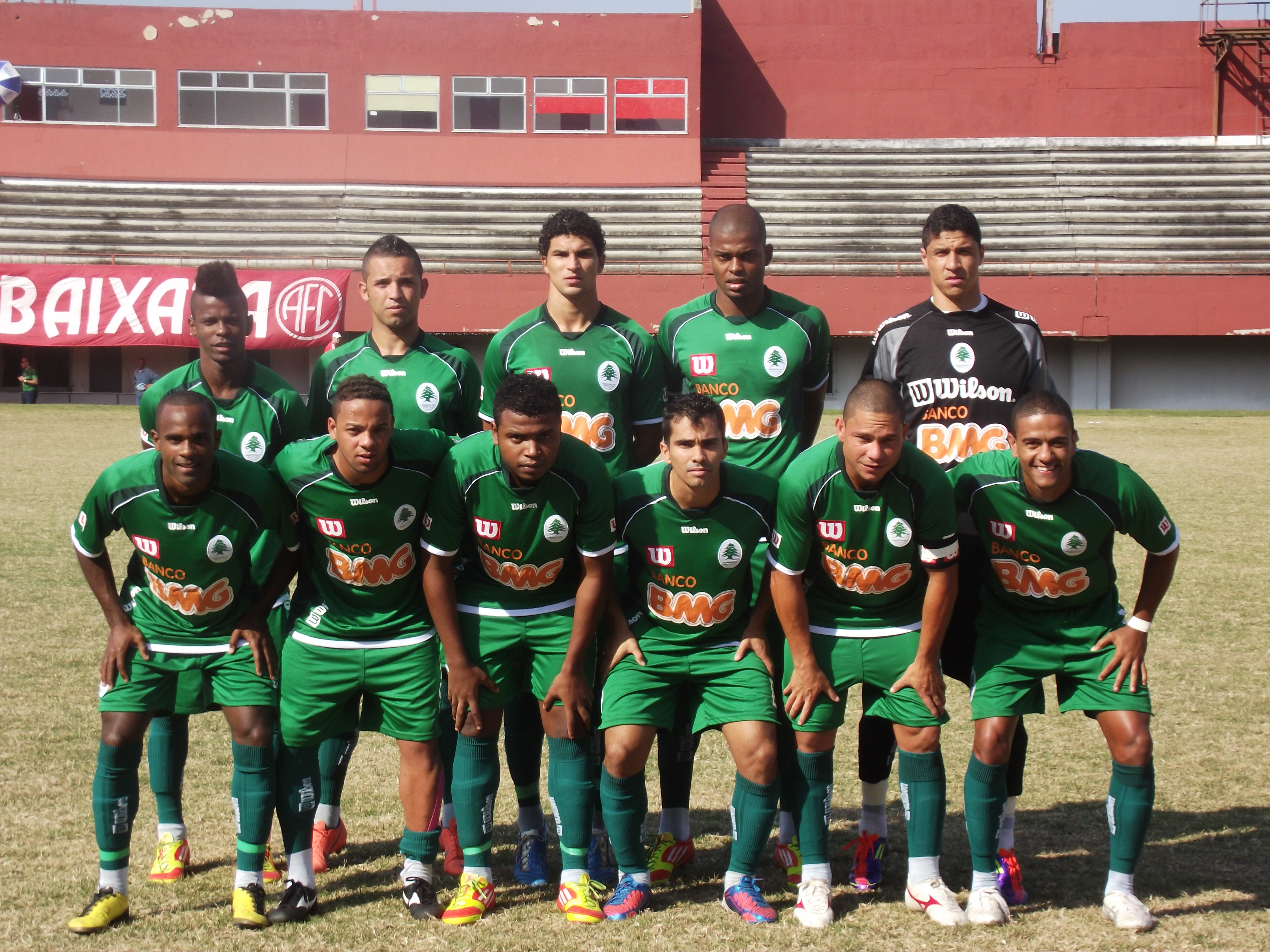
2012シーズン

2004年3月10日に投資家のグループによって買収されボアヴィスタSCに改名。ロゴも改められたがクラブカラーは変わらなかった。
2006年にボアヴィスタとして初めてのタイトルであるカンピオナート・カリオカ・セグンダ・ディヴィソンを制した。

## タイトル
- カンピオナート・カリオカ・セグンダ・ディヴィソン: 2006
- カンピオナート・カリオカ・テルセイラ・ディヴィソン: 1991
- コパ・リオ: 2017

## スポンサー
| 年    | キット製作 | 冠スポンサー        |
| ----- | ---------- | ------------------- |
| 2012  | ウイルソン | Banco BMG           |
| 2013  | ウイルソン | Ze Luca             |
| 2014  | Kappa      | Stella Barros       |
| 2015  | Kappa      | Gomes Supermercados |
| 2016  | アンブロ   | Stella Barros       |
| 2017  | アンブロ   | -                   |
| 2018– | アンブロ   | Stella Barros       |

## 本拠地
エスタジオ・エウシル・レゼンデ・デ・メンドンサを本拠地として使用している。収容人数は1万人。

## その他
クラブカラーは緑と白。マスコットはホタル。

## 歴代所属選手
| - エニウトン・メネゼス・ダ・ミランダ 1996 - リカルド・エンリケ・ダ・シルバ・ドス・サントス 2006 - ジオゴ・コヘア・デ・オリベイラ 2008 - ジョゼ・アントニオ・マルチンス・ガウボン 2010-11 - エドゥアルド・フランシスコ・ダ・シウヴァ・ネト 2012 - レアンドロ・テイシェイラ・ダンタス 2012 | - レニー・フェルナンデス・コエリョ 2012 - フランシスマール・カリオカ・デ・オリベイラ 2015 - レアンドロ・コスタ・ミランダ・モラエス 2016 - レイナウド・ダ・クルズ・オリベイラ 2016 - ヴィニシウス・シルバ・ソアレス 2018- |